# Pso-oe (rivier)
De Psou of Psooe (Abchazisch: Ҧсоу; Georgisch: ფსოუ; Russisch: Псоу) is een rivier in de Westelijke Kaukasus. De Psou vormt de grensrivier tussen de Russische kraj Krasnodar en de de facto onafhankelijke regio Abchazië (de jure onderdeel van Georgië).
De rivier heeft haar oorsprong op de helling van de 3256-meter hoge Agepstaberg en stroomt vervolgens door de Grote Kaukasus naar haar monding in de Zwarte Zee. Aan de oostzijde grenst de rivier aan het Gagragebergte en Abchazië.